# Coelosia
Coelosia är ett släkte av tvåvingar som beskrevs av Johannes Winnertz 1863. Coelosia ingår i familjen svampmyggor.

## Dottertaxa tillCoelosia, i alfabetisk ordning[1][2]
- Coelosia accita
- Coelosia bicornis
- Coelosia brevilobata
- Coelosia burmacola
- Coelosia distylata
- Coelosia flava
- Coelosia flavithorax
- Coelosia fusca
- Coelosia fuscicauda
- Coelosia gracilis
- Coelosia huitzilopochtlii
- Coelosia lepida
- Coelosia limpida
- Coelosia longilobata
- Coelosia modesta
- Coelosia neotropica
- Coelosia pygophora
- Coelosia quadricornis
- Coelosia quetzalcoatli
- Coelosia sapporoensis
- Coelosia scopariata
- Coelosia silvatica
- Coelosia spectralis
- Coelosia strigosa
- Coelosia succinacea
- Coelosia tenella
- Coelosia tezcatlipocai
- Coelosia tlaloci
- Coelosia truncata
- Coelosia tundrica
- Coelosia vockerothi
- Coelosia xochiquetzali
- Coelosia xolotli